# سيرجي تشيتفيريكوف
سيرجي تشيتفيريكوف (بالروسية: Четвериков, Сергей Сергеевич)‏ (6 مايو 1880 – 2 يوليو 1959) هو واحد من أوائل المساهمين في نمو مجال الوراثيات. أظهرت بحوثه مدى انطباق النظريات الوراثيّة على الجماعات الطبيعيّة، وبالتالي ساهمت في الاصطناع التطوريّ الحديث.
بين الحربين العالميتين الأولى والثانية، تمكَّن البحث العلميّ الأحيائيّ في الاتحاد السوفيتي من ربط مجال علم الوراثة بمجال البحوث على الجماعات الطبيعيّة. قاد تشيتفيريكوف فريقًا في معهد نيقولاي كولتسوف لعلم الأحياء التجريبيّ في موسكو، وفي عام 1926 أنتج ما يمكن اعتباره واحدة من الأوراق المحوريّة في الاصطناع التطوريّ الحديث. ولكن وبالرغم من ذلك، نُشرت الورقة باللغة الروسيّة فقط، ولذلك تجاهلها العالم المتحدِّث بالإنجليزيّة (إلا أن جون هولدين حاز على ترجمة لها).
أثَّر سيرجي تشيتفيريكوف في العديد من علماء الوراثة الروسيّين الذين ذهبوا فيما بعد للعمل في الغرب، مثل ثيودوسيوس دوبجانسكي وتيموفييف-ريسوفسكي، وقد استمر كلاهما في العمل على نفس المنوال. ظهرت أهمية عمل تشيتفيريكوف للنور في وقت لاحق، حيث أكمل عمله الاصطناع التطوريّ الحديث.
اعتُقل تشيتفيريكوف على يد الإدارة السياسيّة للاتحاد السوفيتيّ في عام 1929، وأُرسل للمنفى في يكاترينبورغ لمدة خمس سنوات، ثم انتقل بعد ذلك إلى نيجني نوفغورود وأدار قسم الوراثة في جامعة جوركي. طُرد بعد ذلك من هذه الوظيفة بطلب من تروفيم ليسينكو في 1948.

## النشأة
كان تشيتفيريكوف ابنًا لأسرتين مهمتين تجاريًّا في موسكو. فقد كان أبوه سيرجي إيفانوفيتش تشيتفيريكوف (1850-1929) من الجيل الثاني من رواد الأعمال وصاحب مصنع ملابس، كما كان ناشطًا في الحزب التقدميّ. أما أمه، ماريا أليكساندروفنا، جاءت من عائلة أليكسيف، أصحاب مصنع مرموق للمصنوعات الذهبيّة. كان أخوها هو نيقولاي أليكسيف (1852-1893) عمدة موسكو من 1885 حتى وفاته. وابن عمها كان الممثل والمُخرج الشهير كونستانتين أليكسيف (ستانيسلافسكي) مؤسس المسرح الفنيّ بموسكو. الراعي العمليّ لتشيتفيريكوف كان نيقولاي كونستانتينوفيتش كولستوف، وهو ابن عم بعيد لأمه.
كان لتشيتفيريكوف ثلاثة أخوة. أخوه الأكبر إيفان ساعد أباه في أعمال المصنع. بينما درس أخوه الأصغر نيقولاي الرياضيات مع أ. أ. تشوبروف وأصبح بارزًا بعد ذلك في الإحصاء الرياضياتيّ السوفيتيّ. أما أخته الصغيرة ماريا، فقد غادرت روسيا بعد الثورة مع والديه.